# The American Dollar
I The American Dollar sono un gruppo post-rock e ambient statunitense, formatosi nel 2005 a Queens, New York. Consiste in un duo composto dal batterista John Emanuele e dal chitarrista Richard Cupolo. Hanno pubblicato in totale sei album in studio. Il gruppo ha fatto tour negli Stati Uniti, in Canada e in Russia e ha girato il mondo nel 2012.

## Discografia

### Album in studio
- The American Dollar (2006)
- The Technicolor Sleep (2007)
- A Memory Stream (2008)
- From The Inland Sea (EP insieme agli Arms & Sleeper) (2009)
- Ambient One (2009)
- Ambient Two (2010)
- Atlas (2010)
- Ambient Three (2012)
- Awake In The City (2012)

### Raccolte
- Free Winter 2010 Compilation (2010)
- Free Winter 2012 Ambient Compilation (2012)
- Music for Sleep (2013)
- Music for Focus and Creativity (2013)

### Album dal vivo
- Live in Brooklyn (2010)